# Richard Verreault
Richard Verreault, né à Mont-Joli, le 18 août 1937 et mort à Saint-Alphonse-de-Granby le 15 février 1998, est un homme politique qui a été député de Shefford de 1973 à 1981 à l'Assemblée nationale du Québec sous la bannière du Parti libéral du Québec.

## Biographie
Richard Verreault fait ses études à l'École Notre-Dame-de-Lourdes à Mont-Joli, à l'École du Christ-Roi et au Collège Monseigneur-Prince à Granby, au Séminaire de Saint-Hyacinthe et à l'École des hautes études commerciales à Montréal. Il suit aussi des cours de perfectionnement en relations humaines et en relations extérieures à l'Université de Montréal.
Il travaille dans l'entreprise familiale Verreault Transport ltée à Granby de 1959 à 1973, en devient par la suite actionnaire et y assuma les postes de secrétaire-trésorier et de directeur général. Il exerce également le métier d'annonceur à la station radiophonique locale. Il a aussi été directeur de l'Association des propriétaires d'autobus du Québec.
Il a été élu député libéral dans Shefford en 1973, réélu en 1976 et défait en 1981. Il a travaillé au sein de l'agence de voyages Princesse, à Granby, après sa défaite.